# Bach Gruppen
Bach Gruppen er en koncern, hvor entreprenør- og ejendomsudvikling er blandt de mest markante forretningsområder. Gruppen har hovedsæde i Viborg, tæller cirka 60 selskaber, og rundede i 2015 en egenkapital på én milliard kroner. Bach Gruppen er stiftet af Finn Bach, der i dag er koncernens bestyrelsesformand.

## Projekter
Bach Gruppen er en del af flere byggeprojekter i Danmark, herunder Bryggens Bastion på Amager og Bølgen i Vejle.

## Kritik
I september 2016 kunne TV 2 afsløre at over 1000 ton affald, bl.a. indeholdende de miljøfarlige stoffer PCB og bly, er forsvundet fra Bach Gruppens grund.
I forbindelse med byggeriet af Njals Tårnet på Moskegrunden i København, afslørede en whistleblower i februar 2020, at der var blandet byggeaffald i betonen, med det resultat, at Københavns Kommune måtte standse byggeriet. Bach Gruppen udtalte at der var blevet fusket med betonen fra gruppens eget datterselskab BG Beton. Men i april 2021 afslørede Operation X, at kilder beskylder Bach Gruppens bestyrelsesformand Finn Bach for personligt at have udstukket ordrer om at blande genbrugsbeton i betonen til højhuset. Undersøgelser viste bl.a udækket armeringsjern.